# Tống Thị Quỳnh
Tống Thị Quỳnh (chữ Hán: 	宋氏瓊, ? - 27 tháng 6, 1824), sử nhà Nguyễn chép là Tống Thị Quyên (宋氏涓), dân gian thường gọi là Anh Duệ vương phi hay Đức Bà Hoàng Thái tử phi, thụy hiệu là Từ Huệ Quý nhân, là vợ của Anh Duệ Hoàng thái tử Nguyễn Phúc Cảnh, vị Thái tử đầu tiên của nhà Nguyễn trong lịch sử Việt Nam.
Cuộc đời của bà trải qua nhiều thăng trầm, từ địa vị nguyên phối của Thái tử tôn quý, vì cái chết của chồng mà mất đi ngôi vị Hoàng hậu trong tương lai, đến cuối cùng bị thanh trừng trong vụ án chấn động trong lịch sử là tư dâm với chính con ruột của mình. Người đời sau nhận định rằng bà và các con phải chết oan trong kế hoạch giữ vững ngai vàng của người em chồng là vua Minh Mạng.

## Xuất xứ và tên gọi
Sử nhà Nguyễn không nêu rõ nguyên quán, xuất thân của bà. Dựa trên việc họ của bà là Tống, rất có thể bà xuất thân từ dòng dõi họ Tống Phước ở Thanh Hoa là một gia tộc đã sản sinh nhiều đại thần, tướng lĩnh và hậu phi cho triều đình chúa Nguyễn, tiêu biểu chính là mẹ chồng của bà, Thừa Thiên Cao hoàng hậu Tống Thị Lan.
Về tên gọi, các sách Đại Nam thực lục và Đại Nam liệt truyện ghi tên phu nhân Đông cung Cảnh là Tống Thị Quyên (Quyên 涓 thuộc bộ Thủy), tuy nhiên gần đây hậu duệ của bà dẫn chứng từ linh vị của bà khắc dòng chữ: Việt cố hiển tỷ Tống Thị húy Quỳnh đệ nhất quý nương chi thần chủ. Như vậy tên thật của bà là Tống Thị Quỳnh (chữ Quỳnh 瓊 thuộc bộ Ngọc) chứ không phải là Tống Thị Quyên như trong sử sách đã ghi.

Bà được tuyển làm Chính phi của Đông cung Thế tử Nguyễn Phúc Cảnh, con trai đích trưởng của vua Gia Long (khi đó đang là Nguyễn vương ở thành Gia Định). Bà sinh được 2 con trai là Nguyễn Phúc Đán (tức Hoàng tôn Mỹ Đường) và Nguyễn Phúc Kính (tức Hoàng tôn Mỹ Thùy).
Năm 1801, Đông cung qua đời vì bệnh đậu mùa, một năm trước khi Nguyễn Ánh thống nhất đất nước và lập ra Vương triều Nguyễn. Ông được truy phong là Anh Duệ Hoàng thái tử. Theo như quy tắc Đích tôn thừa trọng của người Việt thì đáng lý Mỹ Đường con trưởng của bà sẽ trở thành Hoàng thái tôn, nối ngôi vua trong tương lai. Tuy nhiên vua Gia Long cuối cùng không quyết định như vậy.
Lược thuật theo Đại Nam chính biên liệt truyện (Sơ tập, Quyển 2):
Trước đây, thấy vua ở ngôi mà tuổi đã cao, các quan liền xin lập ngôi trừ vị trong số đó, có người đề nghị thẳng là nên lập Hoàng tôn Đán nhưng vua không nghe.
Năm 1817, Gia Long lập Hoàng tử thứ 4 là Đảm, con của Thứ phi họ Trần, làm Thái tử, phong Mỹ Đường làm Ứng Hòa công, Mỹ Thùy làm Thái Bình công. Năm 1820, Thái tử Đảm lên kế vị tức là vua Minh Mạng.

## Tai họa
Bà Tống Thị Quỳnh không những tuột mất địa vị Quốc mẫu những tưởng đã nằm trong tay mà một tai họa lớn hơn còn đang chờ đón. Đó là vào năm 1824, khi vua Minh Mạng lên ngôi là năm thứ 5. Có người tố cáo với Tả quân Lê Văn Duyệt rằng Mỹ Đường tư dâm với mẹ ruột. Lê Văn Duyệt đem việc này hặc tâu lên vua. Không rõ thực hư câu chuyện này ra sao hay chỉ là lời đồn đãi trong cung cấm, cũng không thấy có điều tra nghị định gì cả, mà chỉ thấy vua Minh Mạng sai Lê Văn Duyệt thi hành án dìm chết bà Tống Thị Quỳnh đồng thời tước đoạt toàn bộ danh hiệu của Mỹ Đường, giáng làm thường dân. Đó là ngày 1 tháng 6 ÂL năm thứ 5 Minh Mạng, tức 27 tháng 6 năm 1824.
Theo một số tài liệu, để thực thi lệnh của nhà vua, bà Tống Thị Quỳnh bị mấy tên lính canh áp giải dẫn đi trong bộ dạng tóc tai rũ rượi. Bà bị giam trong một phòng riêng, không bị xiềng xích, được ăn uống đầy đủ, có giường nệm tử tế, có nước tắm rửa và bô để đi đại tiểu tiện. Thế nhưng, bà hết sức đau khổ vì bị buộc tội thông dâm với con ruột. Bà không được bày tỏ kêu oan, mà chỉ có mỗi một việc phải thừa nhận tội lỗi của mình, để rồi sau đó, bị xử dìm nước cho chết.

## Thờ tự
Hiện nay án thờ vọng của bà Tống Thị Quỳnh vần còn đặt ở bên ngoài, tuy nhiên linh vị đã được con cháu thỉnh vào thờ trong phủ chung với đức Anh Duệ Hoàng Thái Tử.
Mộ phần của Thái tử phi được tìm thấy vào năm 2014 và được trùng tu khang trang hơn vào năm 2018. Ban đầu phần mộ này bị mất bia, về sau con cháu mới làm cho bà một tấm bia đề một dòng chữ Quốc ngữ. Vị trí mộ phần nằm ở một khu vực hoang vắng gần sông Bạch Yến, do đó có thể suy đoán rằng con sông này chính là nơi bà bị gia hình.

## Đánh giá
Hầu hết các nhà bình luận cho rằng bà và các con phải chết oan trong kế hoạch giữ vững ngai vàng của người em chồng là vua Minh Mạng. Bằng chứng là Mỹ Đường đã bị phế làm thứ dân vĩnh viễn và không bao giờ ngóc đầu lên được với cái án chấn động là tư dâm với mẹ ruột, còn Mỹ Thùy hai năm sau sự kiện đó cũng bị chết yểu bởi chứng hoác loạn cấp tính. Sách Việt sử giai thoại có lời bàn:
Thời ấy, có hai tội thuộc hàng đại ác không thể tha, ấy là bất trung và thất đức. Bất trung thì con trai trưởng của Hoàng tử Cảnh chẳng có biểu hiện gì, vậy thì Minh Mạng muốn được yên vị trên ngai, ắt phải khép Mỹ Đường vào tột thất đức là thông dâm với mẹ. Ôi, giá mà Mỹ Đường chẳng phải cháu đích tôn của Gia Long thì đời ông sẽ êm thấm biết ngần nào... 

### Liên kết bên ngoài
- Nguyễn Phúc Cảnh
- Tống Thị Quyên, một bi kịch nơi vương triều Nguyễn.
- Đông cung nhựt trình